# Laureados com o Prêmio Príncipe Mahidol
O Prêmio Príncipe Mahidol (em tailandês:  รางวัลสมเด็จเจ้าฟ้ามหิดล) é um prêmio outorgado anualmente pela família real tailandesa por conquistas em medicina e saúde pública.

## Recipientes
| No. | Ano de premiação | Nome                             | País           | Campo         |
| 1   | 1992             | Richard Doll                     | Reino Unido    | Medicina      |
| 2   | 1992             | Chen Minzhang                    | China          | Saúde pública |
| 3   | 1993             | John Bruton Stanbury             | Estados Unidos | Medicina      |
| 4   | 1993             | Ciro de Quadros                  | Brasil         | Saúde pública |
| 5   | 1994             | William Trager                   | Estados Unidos | Medicina      |
| 6   | 1994             | Ho Wang Lee                      | Coreia do Sul  | Saúde pública |
| 7   | 1995             | Egon Diczfalusy                  | Suécia         | Medicina      |
| 8   | 1995             | Carl Djerassi                    | Estados Unidos | Medicina      |
| 9   | 1995             | Frederick T. Sai                 | Gana           | Saúde pública |
| 10  | 1995             | Nafis Sadik                      | Paquistão      | Saúde pública |
| 11  | 1996             | Prasong Tuchinda                 | Tailândia      | Medicina      |
| 12  | 1996             | Suchitra Nimmannitya             | Tailândia      | Medicina      |
| 13  | 1996             | Vincent P. Dole                  | Estados Unidos | Saúde pública |
| 14  | 1997             | Satoshi Omura                    | Japão          | Medicina      |
| 15  | 1997             | P. Roy Vagelos                   | Estados Unidos | Medicina      |
| 16  | 1997             | Alfred Sommer                    | Estados Unidos | Saúde pública |
| 17  | 1997             | Guillermo Arroyave               | Guatemala      | Saúde pública |
| 18  | 1998             | René Favaloro                    | Argentina      | Medicina      |
| 19  | 1998             | Harvey D. White                  | Nova Zelândia  | Medicina      |
| 20  | 1998             | Kenedy F. Shortridge             | Austrália      | Saúde pública |
| 21  | 1998             | Margaret F.C. Chan               | Hong Kong      | Saúde pública |
| 22  | 1999             | R. Palmer Beasley                | Estados Unidos | Medicina      |
| 23  | 1999             | Adetokunbo Oluwole Lucas         | Nigéria        | Saúde pública |
| 24  | 1999             | Dr. Tore Godal                   | Noruega        | Saúde pública |
| 25  | 2000             | Ernesto Pollitt                  | Peru           | Medicina      |
| 26  | 2000             | David JP Barker                  | Reino Unido    | Medicina      |
| 27  | 2000             | Richard Peto                     | Reino Unido    | Saúde pública |
| 28  | 2000             | Iain Geoffrey Chalmers           | Reino Unido    | Saúde pública |
| 29  | 2001             | David John Weatherall            | Reino Unido    | Medicina      |
| 30  | 2001             | Lam Sai Kit                      | Malásia        | Saúde pública |
| 31  | 2001             | Barry Marshall                   | Austrália      | Saúde pública |
| 32  | 2002             | Thomas E. Starzl                 | Estados Unidos | Medicina      |
| 33  | 2002             | Roy Calne                        | Reino Unido    | Medicina      |
| 34  | 2002             | Maurice Hilleman                 | Estados Unidos | Saúde pública |
| 35  | 2002             | P. Helena Makela                 | Finlândia      | Saúde pública |
| 36  | 2003             | Professor Herbert L. Needleman   | Estados Unidos | Saúde pública |
| 37  | 2003             | China Cooperative Research Group | China          | Medicina      |
| 38  | 2004             | Norman Sartorius                 | Alemanha       | Medicina      |
| 39  | 2004             | Jonathan M. Samet                | Estados Unidos | Saúde pública |
| 40  | 2005             | Harald Zur Hausen                | Alemanha       | Saúde pública |
| 41  | 2005             | Eugene Goldwasser                | Estados Unidos | Medicina      |
| 42  | 2006             | Stanley G. Schultz               | Estados Unidos | Medicina      |
| 43  | 2006             | Richard A. Cash                  | Estados Unidos | Saúde pública |
| 44  | 2006             | David R. Nalin                   | Estados Unidos | Saúde pública |
| 45  | 2006             | Dilip Mahalanabis                | Índia          | Saúde pública |
| 46  | 2007             | Basil Stuart Hetzel              | Austrália      | Saúde pública |
| 47  | 2007             | Sanduk Ruit                      | Nepal          | Saúde pública |
| 48  | 2007             | Axel Ullrich                     | Alemanha       | Medicina      |
| 49  | 2008             | Sérgio Henrique Ferreira         | Brasil         | Medicina      |
| 50  | 2008             | Michiaki Takahashi               | Japão          | Saúde pública |
| 51  | 2008             | Yu Yongxin                       | China          | Saúde pública |
| 52  | 2009             | Anne Mills                       | Reino Unido    | Medicina      |
| 53  | 2009             | Rojanapithayakorn                | Tailândia      | Saúde pública |
| 54  | 2009             | Mechai Viravaidya                | Tailândia      | Saúde pública |
| 55  | 2010             | Robert E. Black                  | Estados Unidos | Saúde pública |
| 56  | 2010             | Kenneth H. Brown                 | Estados Unidos | Saúde pública |
| 57  | 2010             | Kevin Marsh                      | Reino Unido    | Medicina      |
| 58  | 2010             | Ananda S. Prasad                 | Estados Unidos | Saúde pública |
| 59  | 2010             | Nicholas J. White                | Reino Unido    | Medicina      |
| 60  | 2011             | Ruth F. Bishop                   | Austrália      | Saúde pública |
| 61  | 2011             | Aaron T. Beck                    | Estados Unidos | Medicina      |
| 62  | 2011             | David T. Wong                    | Estados Unidos | Medicina      |
| 63  | 2012             | Michael Rawlins                  | Reino Unido    | Medicina      |
| 64  | 2012             | Uche Veronica Amazigo            | Nigéria        | Saúde pública |
| 65  | 2013             | Jim Yong Kim                     | Estados Unidos | Saúde pública |
| 66  | 2013             | David Ho                         | Estados Unidos | Medicina      |
| 67  | 2013             | Anthony Fauci                    | Estados Unidos | Medicina      |
| 68  | 2013             | Peter Piot                       | Bélgica        | Saúde pública |
| 69  | 2014             | Donald Henderson                 | Estados Unidos | Saúde pública |
| 70  | 2014             | Akira Endō                       | Japão          | Medicina      |
| 71  | 2015             | Michael Marmot                   | Reino Unido    | Saúde pública |
| 72  | 2015             | Morton Mower                     | Estados Unidos | Medicina      |